# Parque de cultivos agrícolas y Centro Floral de Nagoya
El Parque de cultivos agrícolas y Centro Floral de Nagoya en japonés: 名古屋市農業文化園 (Nagoya-shi Nougyou-bunkaen), es un jardín botánico e invernadero de unas 8.7 hectáreas de extensión, que se encuentra en el interior del parque "Todagawa Ryokuchi" (Parque Río Todo Verde) en la ciudad de Nagoya, Japón. 

## Localización y horario
Este jardín botánico se encuentra ubicado en el "Parque Río Todo Verde" en la ciudad de Nagoya.
名古屋市農業文化園 (Nagoya-shi Nougyou-bunkaen), Todagawa Ryokuchi, Nagoya, pref. Aichi 1235-1 Japón
Planos y vistas satelitales.35°6′55.59″N 136°48′45.11″E / 35.1154417, 136.8125306
Abren diariamente todo el año, la entrada es gratuita. 

## Historia
El jardín botánico fue creado en 1989 como "instalaciones agrícolas la necesidad del descanso civil y alimentar el amor por las flores"  
El jardín botánico se ubica en el parque "Todagawa Ryokuchi".
La administración es por "Management Group" es el mismo que el parque "Todagawa Ryokuchi, pero se mantienen unas instalaciones separadas en la planificación urbana convencional, sin embargo se ha estudiado hacer una integración con el parque debido a la revisión de la planificación urbana del 2008. 

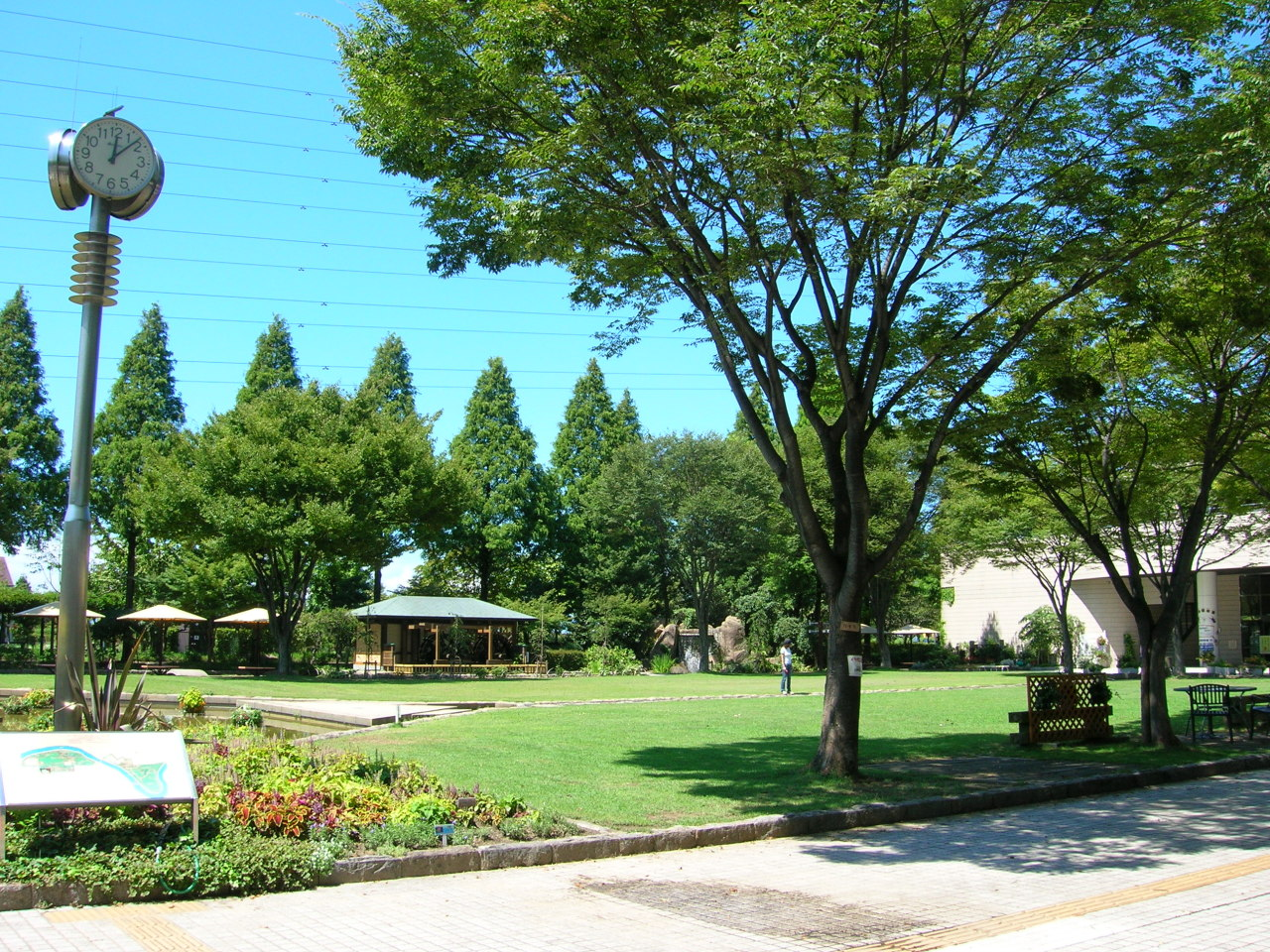
Zona de césped del parque "Todagawa Ryokuchi".

## Colecciones
Entre sus distintas secciones: 
- Museo de la Ciencia Agrícola Fue utilizado en la agricultura de la antigua granja implementa historia de la tecnología agrícola mediante una exposición. Laboratorio de cultivo de tejidos vegetales utilizando la biotecnología. En las instalaciones del museo hay una exposición permanente sobre el mundo de insectos con especímenes en exhibición. También se llevan a cabo exposiciones temporales especiales.
- Centro Floral Con el fin de rodear el vestíbulo administrativo central hay cuatro invernaderos de exhibición con plantas tropicales, y subtropicales. Este invernadero se abrió en 1993. También hay otros invernaderos, que se utilizan como semillero de flores que se plantarán en el parque y las calles de la ciudad por el sistema de producción de plántulas celular.